# Орцашти (Њамц)
Орцашти (рум. Orțăști) насеље је у Румунији у округу Њамц у општини Драганешти. Oпштина се налази на надморској висини од 313 m.

## Становништво
Према подацима из 2002. године у насељу је живело 405 становника, од којих су сви румунске националности.